# Protobothrops kelomohy
Protobothrops kelomohy — вид отруйних змій родини гадюкових (Viperidae). Описаний у 2020 році.

## Назва
Видова назва P. kelomohy є сполученням двох слів з каренської мови північна пво: «kə̀lɔ» означає «вогонь» (відноситься до укусу змії, що викликає пекучий біль) та «môhɨ» — «дбайлива мати» (змія охороняє яйця поки не появляться дитинчата).

## Поширення
Ендемік Таїланду. Поширений у Соп-Хонг в районі Омкой провінції Чіангмай на півночі країни.

## Опис
Тіло завдожки до 131 см. Забарвлення червонувато-коричневе з чорним візерунком на спині і хвості та чорними плямами на боках.